# Niko Pirosmani

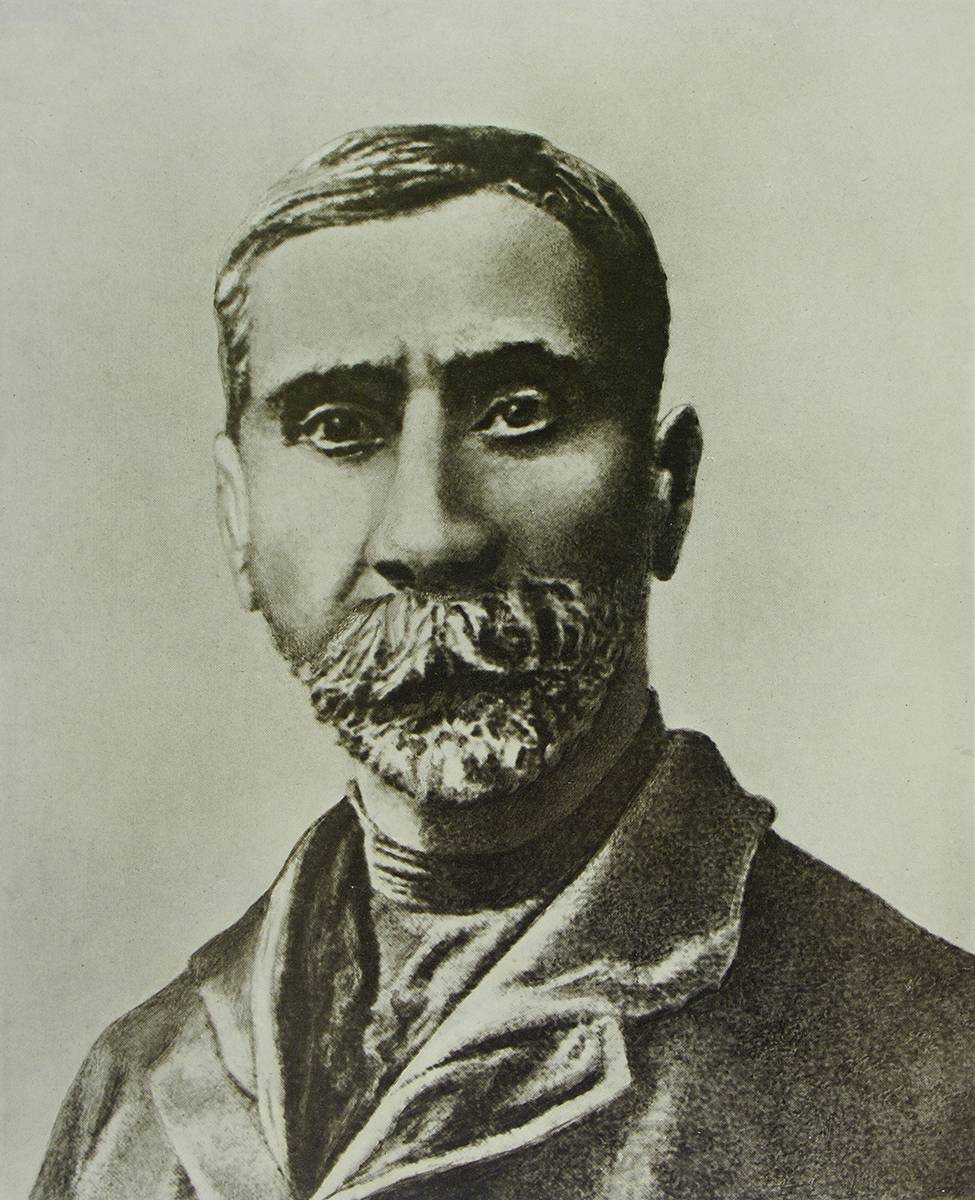
Niko Pirosmani

Niko Pirosmani, geboren als Nikolos Pirosmanaschwili (georgisch ნიკო ფიროსმანი; gebürtig georgisch ნიკოლოზ ასლანის ძე ფიროსმანაშვილი/Nikolos Aslanis dse Pirosmanaschwili, * 1862 in Mirsaani, Gouvernement Tiflis, heute Georgien; † 9. April 1918 in Tiflis), war ein georgischer Kunstmaler. Der Autodidakt malte Szenen aus dem georgischen Volksleben. Erst nach seinem Tode fand seine naive Kunst internationale Anerkennung.

## Leben
Pirosmanis genaues Geburtsdatum ist unbekannt. Er war das jüngste von drei Kindern einer kachetischen Bauernfamilie. Die Familie besaß einen kleinen Weinberg, einige Kühe und Ochsen. Nach dem Tod des Vaters 1870 und bald darauf auch seiner Mutter brachte ihn seine Schwester nach Tiflis. 1872 trat er als Haushaltshilfe in die Dienste begüterter Familien, lernte Georgisch und Russisch lesen und schreiben und brachte sich selbst das Malen bei.
1890 arbeitete er als Schaffner bei der Transkaukasischen Eisenbahn, drei Jahre später eröffnete er mit einem Partner ein Milchgeschäft in Tiflis.

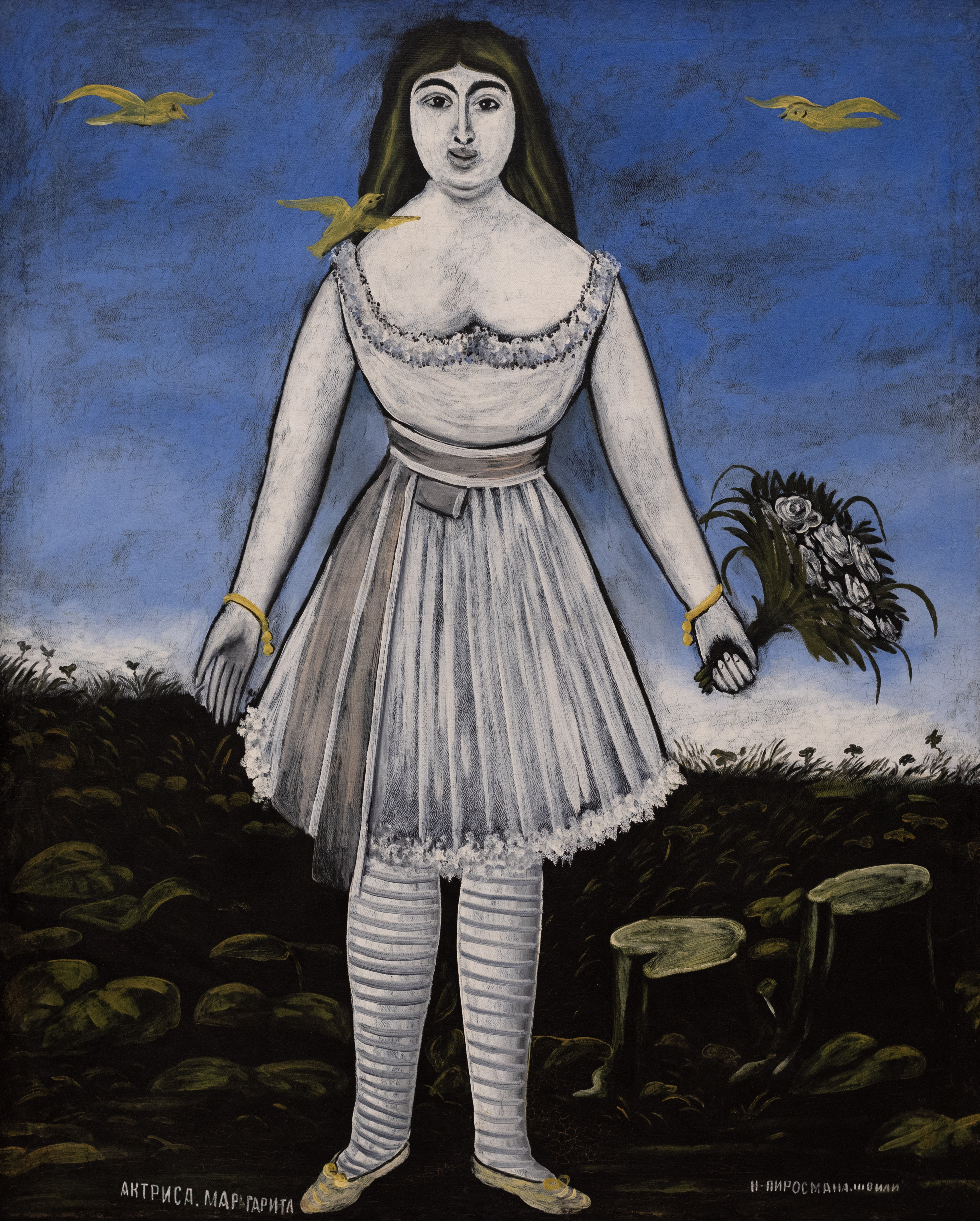
Die Schauspielerin Margarita, 1909

Etwa 1901 verließ er die Firma, lebte obdachlos im Bahnhofsviertel von Tiflis. Seinen Lebensunterhalt bestritt er mit dem Malen von Kneipenschildern und Gelegenheitsarbeiten. Er tauschte seine Gemälde in den Kaschemmen gegen Essen, Trinken oder einen warmen Platz zum Übernachten ein.
Pirosmani starb am 9. April 1918 an Unterernährung und Leberversagen. Zuvor hatte er drei Tage lang krank und hilflos in einem Keller gelegen. Er wurde auf dem St.-Nino-Friedhof begraben. Die genaue Lage des Grabs ist mangels Registrierung unbekannt.

## Leistungen

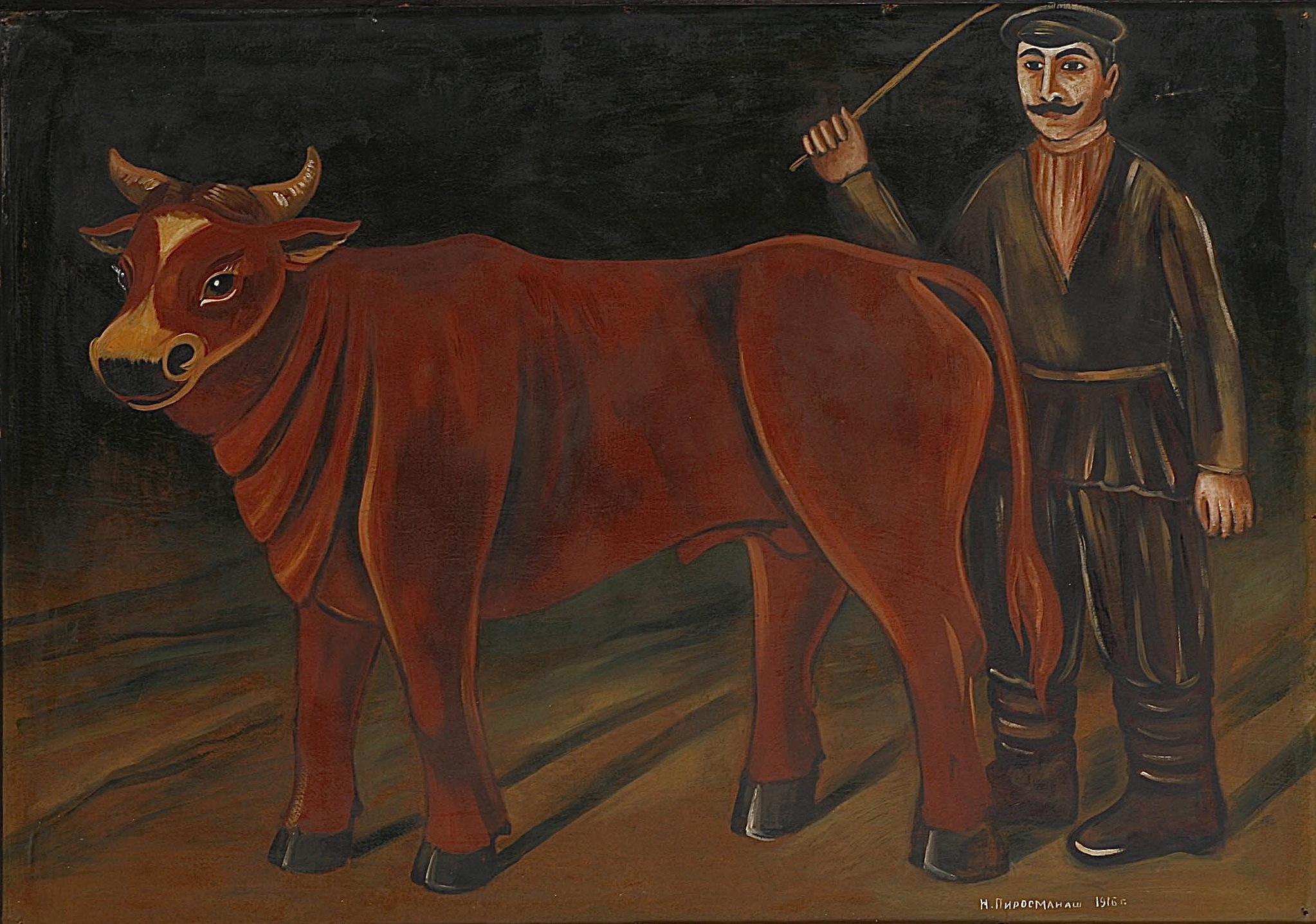
Bauer mit Stier (1916)

Pirosmani malte in naiver Manier Menschen vom Lande bei der Arbeit, beim Feiern, bei der Jagd und mit ihren Kindern. Es entstanden Porträts von historischen Persönlichkeiten, Prostituierten, Stillleben, Gemälde von georgischen Landschaften und Tieren. Farben und Tiere drückten für ihn Stimmungen und Tugenden aus. Je nach finanzieller Lage malte er in Öl auf Leinwand, Karton oder Eisenplatten. Eines der bekanntesten Bilder ist Die Schauspielerin Margerita. Es galt der französischen Sängerin Margot de Sèvres, die Pirosmani liebte und mit Blumen überhäufte.
1912 wurde er von den russischen Futuristen Kyrill und Ilja Zdanevič sowie Michail Le-Dantju entdeckt. Auf einer Ausstellung naiver Malerei in Moskau im Januar 1913 wurden vier seiner Gemälde erstmals öffentlich vorgestellt. Die georgische Tageszeitung Temi berichtete über ihn.
1916 wurde er auf Betreiben des Kunstsammlers Dito Schewardnadse zur Gesellschaft der Bildenden Künste in Tiflis eingeladen. Im selben Jahr organisierten die Brüder Zdanevič im Hause ihrer Eltern in Tiflis eine Gesamtschau der Werke Pirosmanis.

## Postume Würdigung

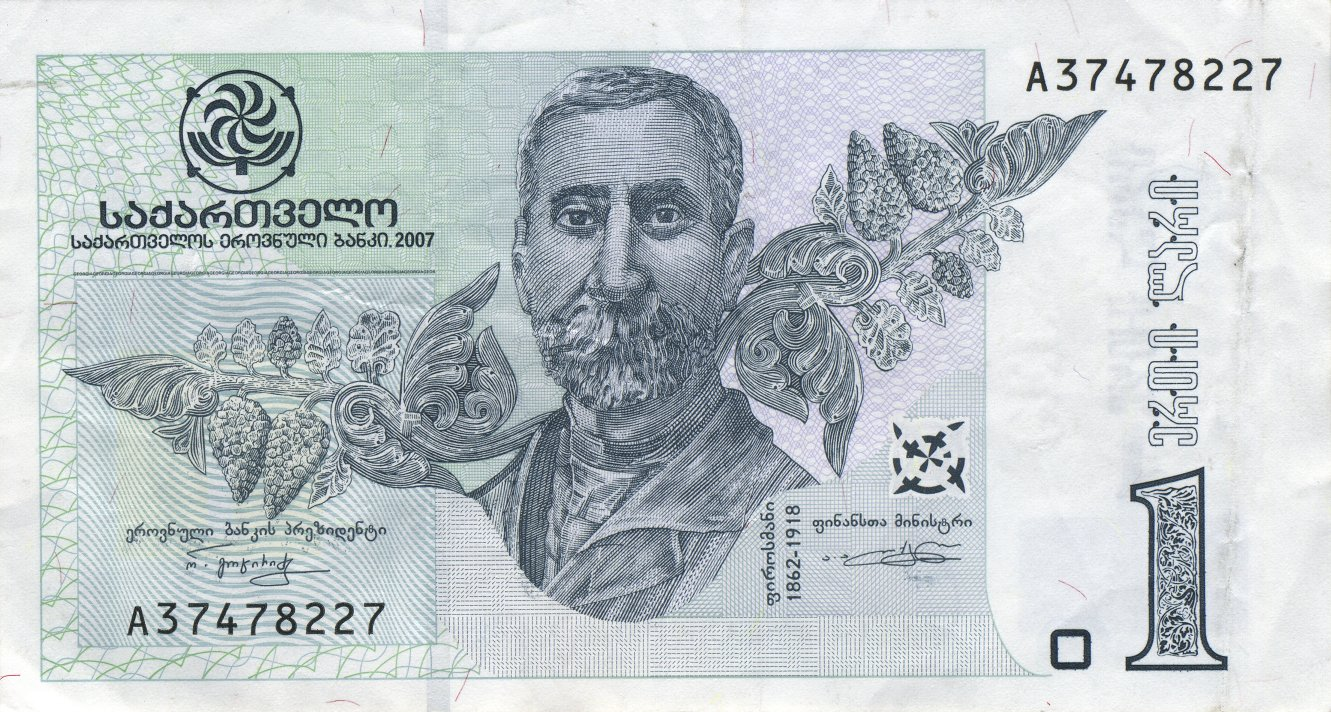
Pirosmani-Porträt auf der Vorderseite der georgischen 1-Lari-Banknote

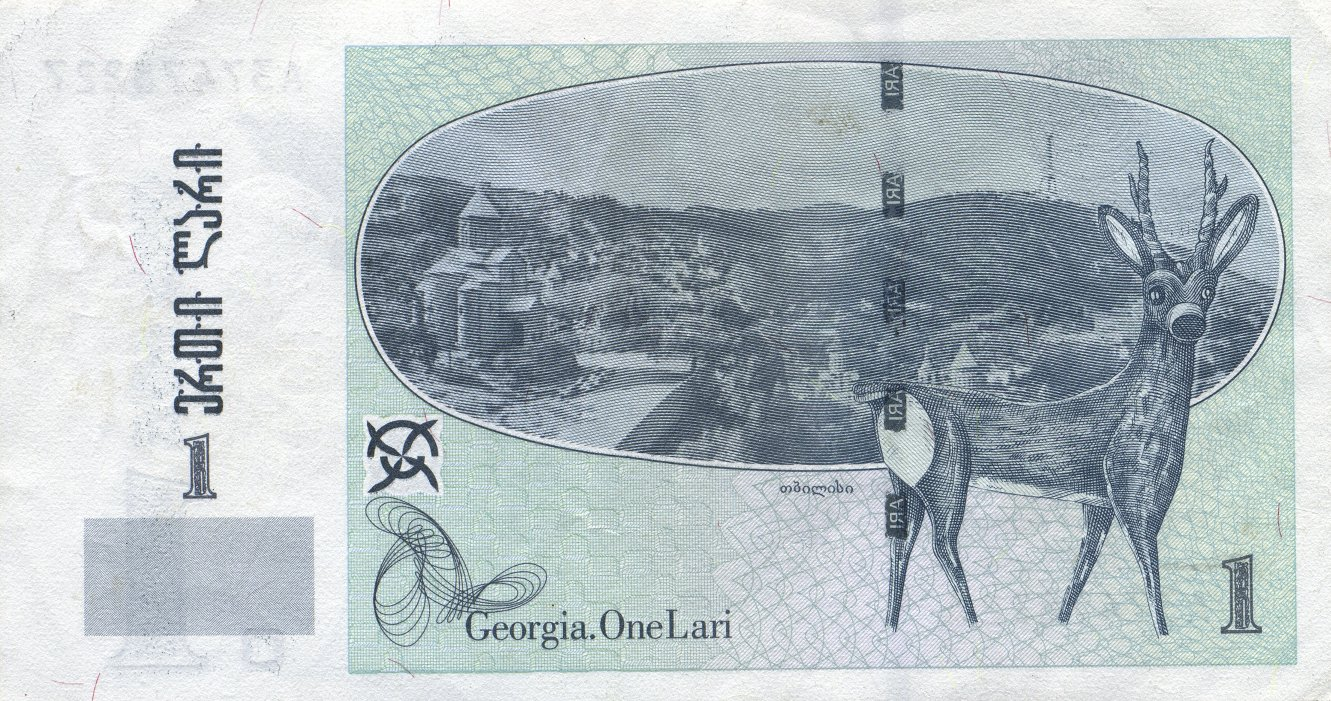
Pirosmani-Motiv Hirsch von 1913 auf der Rückseite der 1-Lari-Banknote

Ihren internationalen Durchbruch erfuhr die Kunst Pirosmanis erst nach dessen Tode. Kunsthistorikern gilt er neben dem französischen Maler Henri Rousseau heute als wichtigster Exponent der naiven Malerei. 1972 zeichnete Pablo Picasso ein Porträt seines georgischen Kollegen für eine Buchveröffentlichung. Die UNESCO entschied, 1996 zum Jahr Pirosmanis zu erklären.
Die Mehrzahl seiner Bilder hängt in der Georgischen Nationalgalerie in Tiflis (Shota Rustaveli Gamsiri 11). Darunter die Gemälde Zecherei, Die Schauspielerin Margerita, Die Giraffe sowie Kinderloser Reicher und kinderreicher Armer. Weitere Arbeiten finden sich in u. a. in Batumi, Köln, Sankt Petersburg und Moskau.
Die Stadt Tiflis hat ihm 1975 in einer Grünanlage an der Gorgassalistraße ein Denkmal errichtet.
1988 fand eine Ausstellung seiner Werke im Berliner „Kunstforum der Grundkreditbank“ statt, die von den Berliner Festspielen in Zusammenarbeit mit dem Staatlichen Kunstmuseum Georgiens organisiert wurde.
Das Stuttgarter Theater am Faden hat Pirosmani 2009 ein Theaterstück mit Figuren aus seinen Bildern gewidmet.

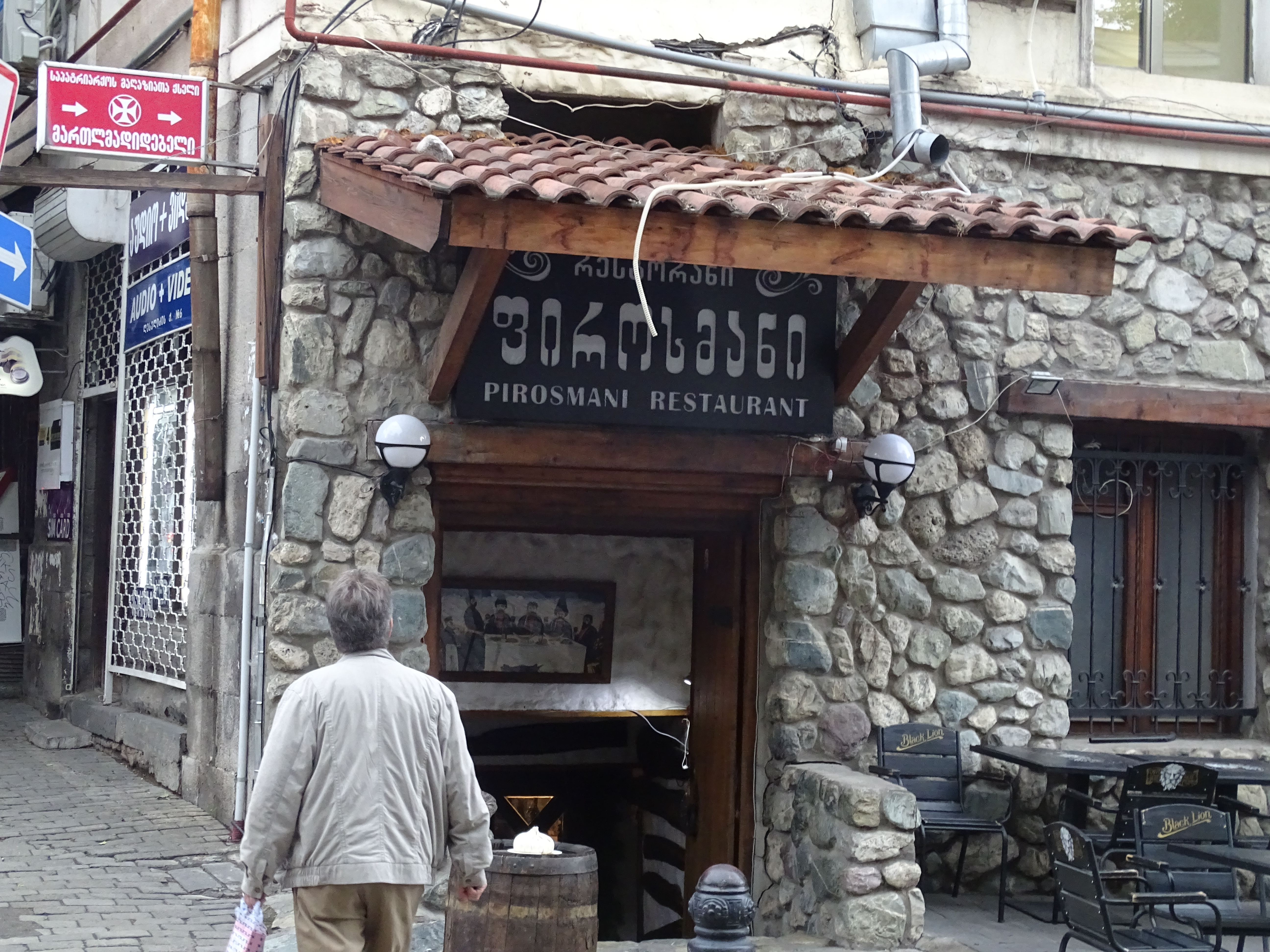
Restaurants in aller Welt, wie hier in Tiflis, sind benannt nach Pirosmani.

Niko Pirosmanis Porträt ist auf der Vorderseite der aktuellen georgischen 1-Lari-Banknote abgebildet; die Rückseite ziert ein von ihm 1913 gemalter Hirsch.

## Galerie

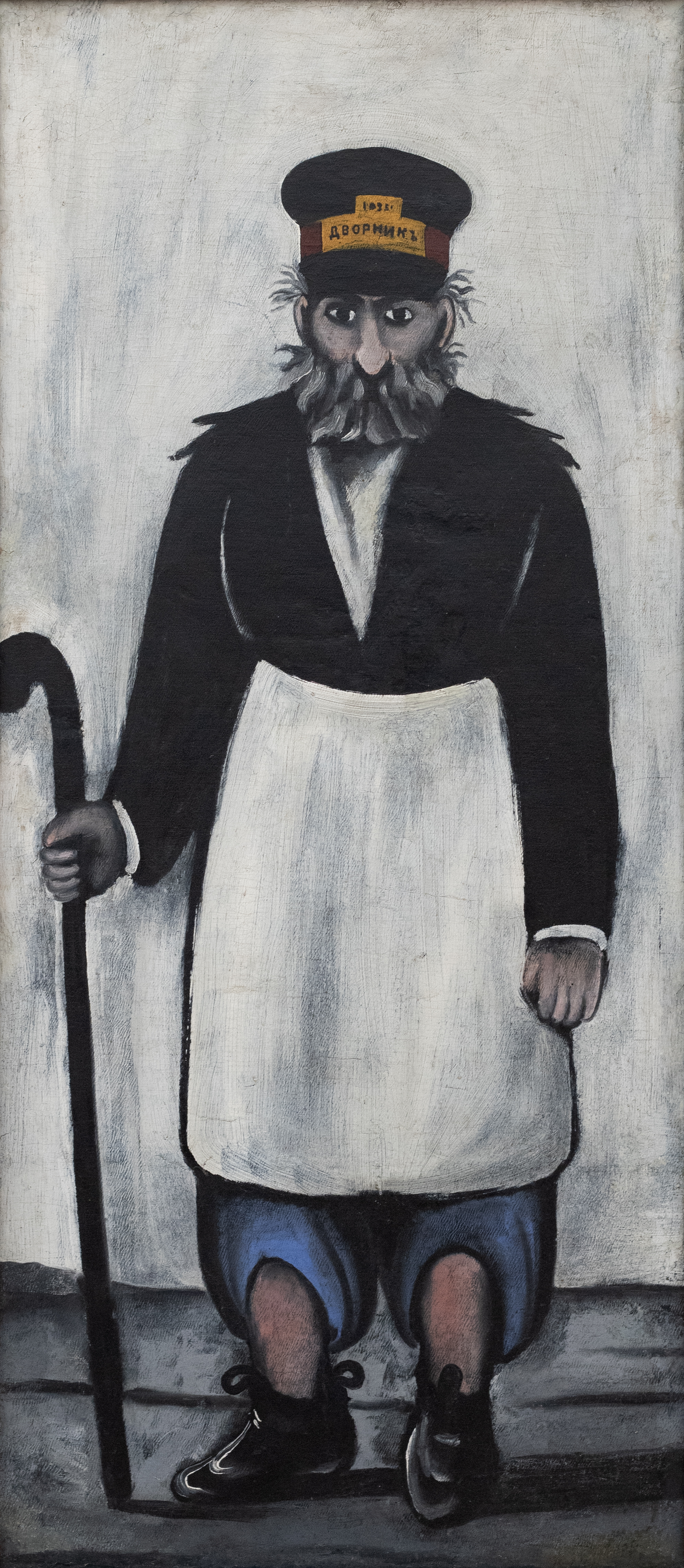
Hausmeister
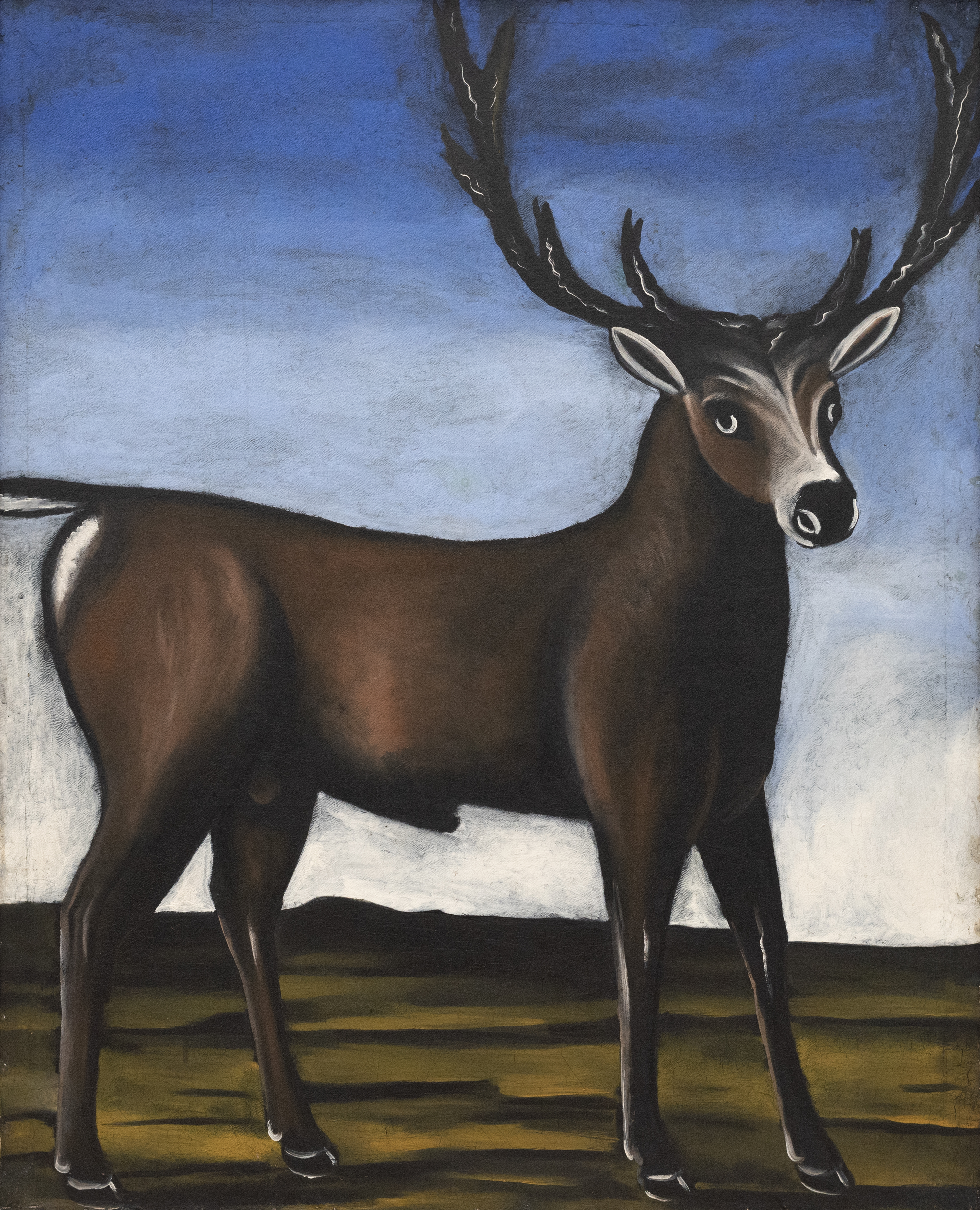
Hirsch
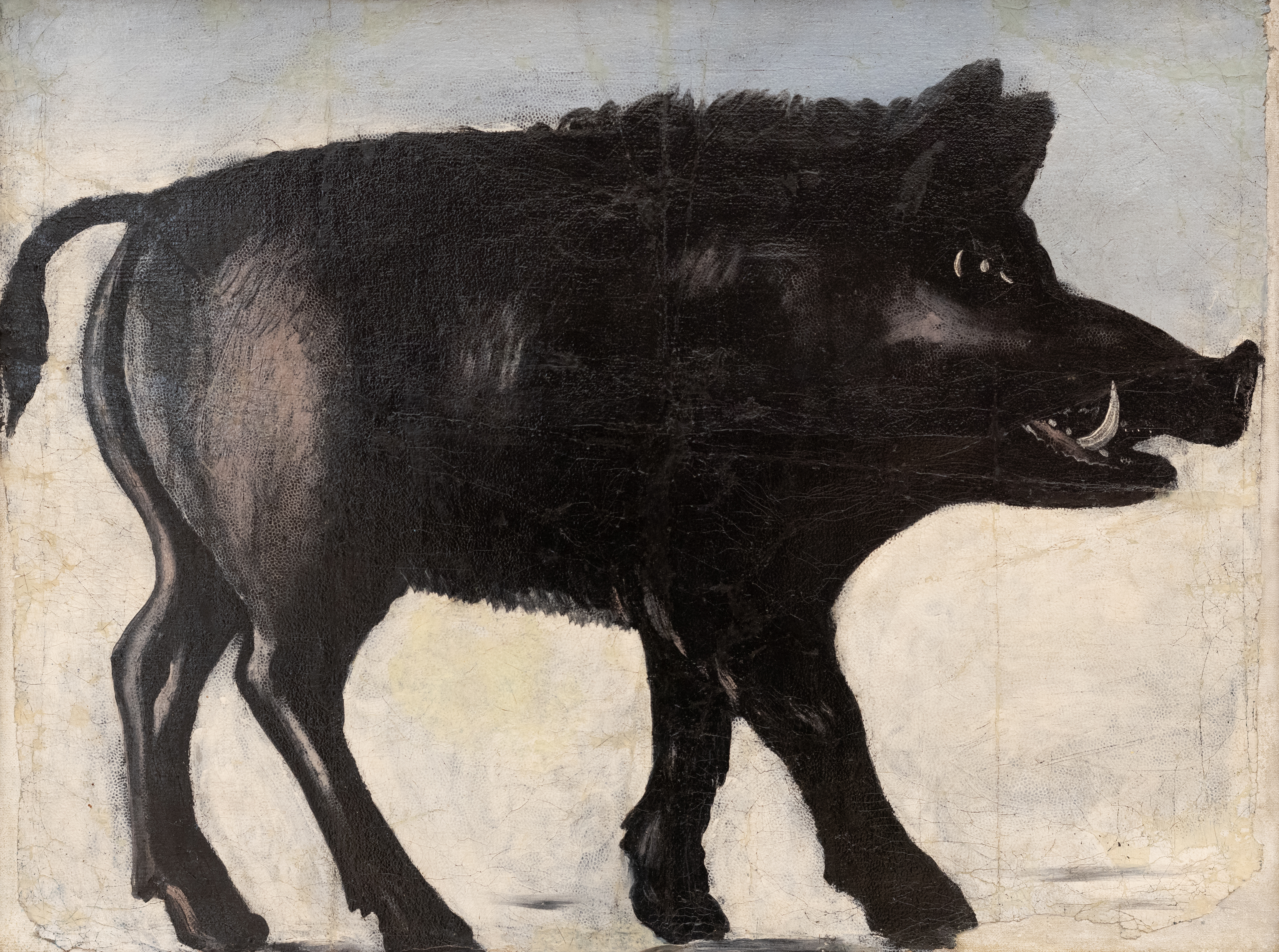
Wildschwein
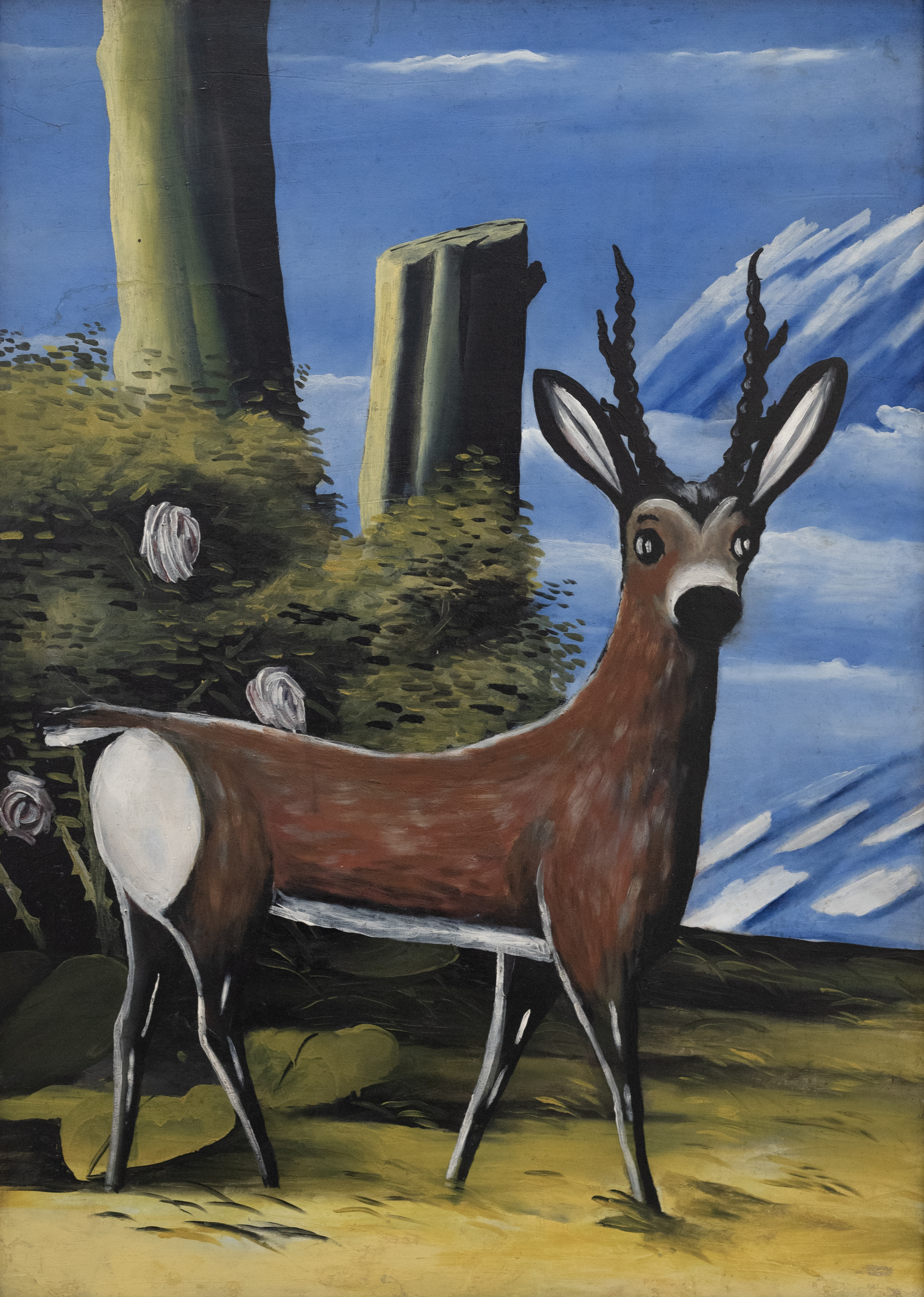
Reh
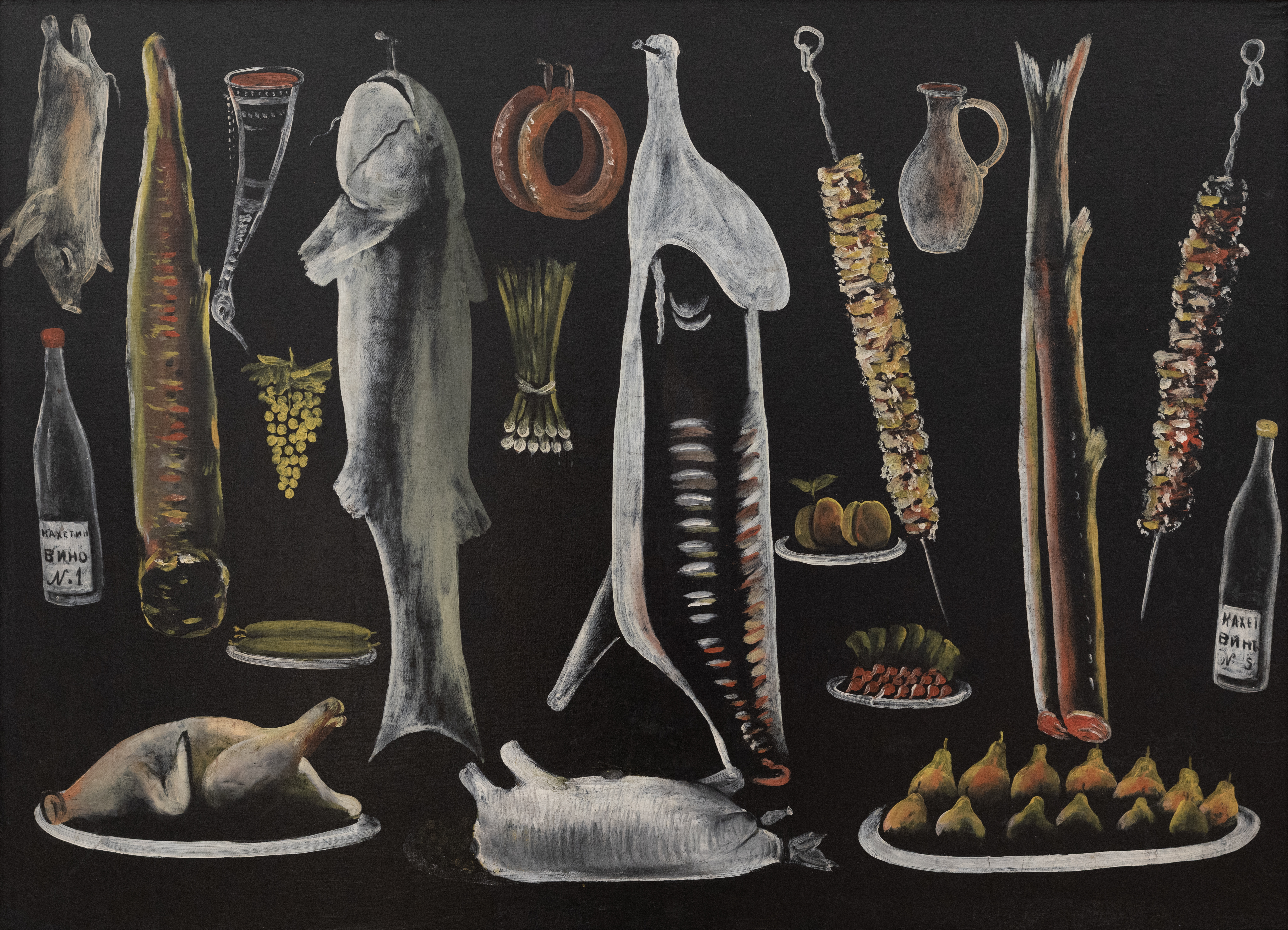
Stillleben
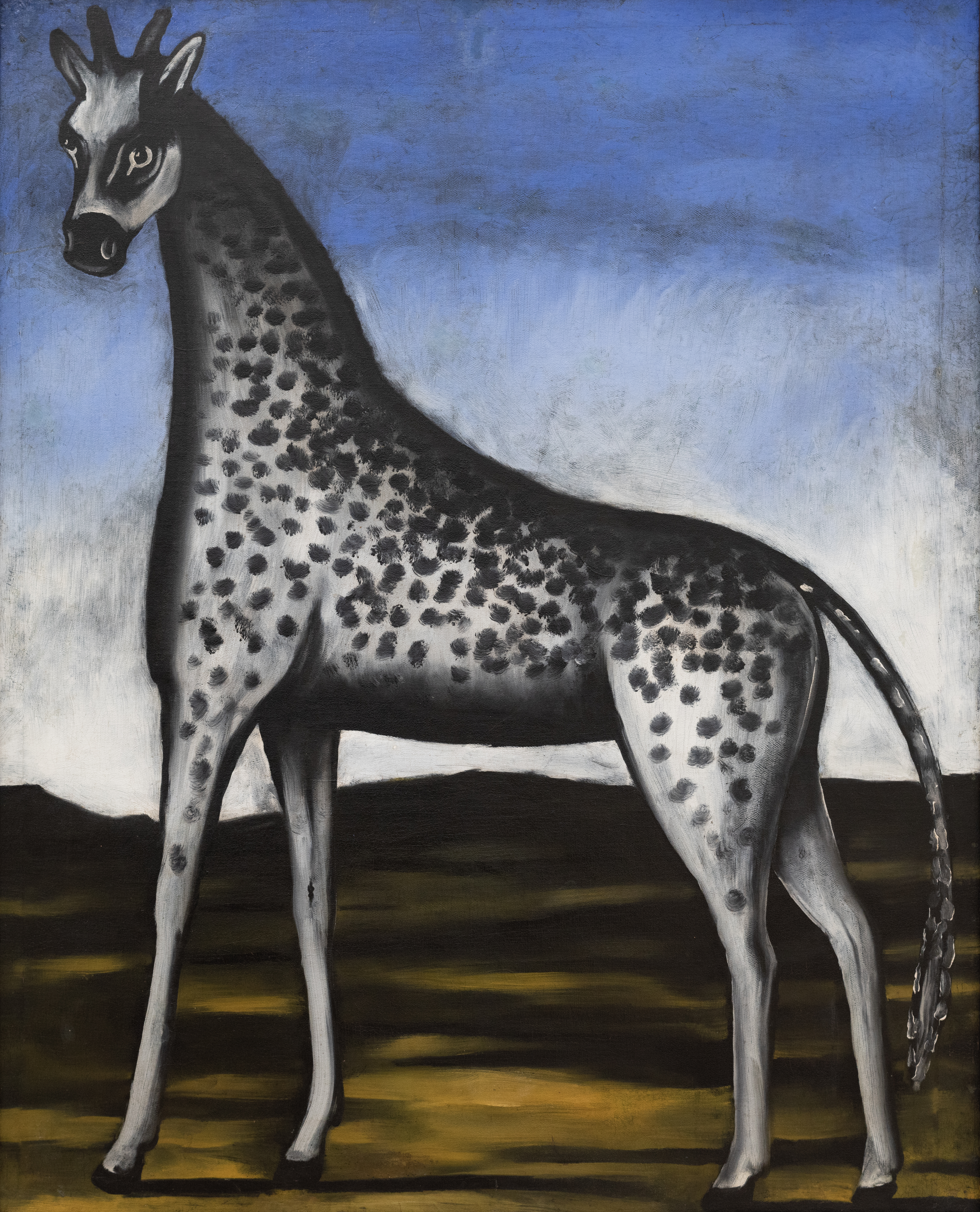
Giraffe
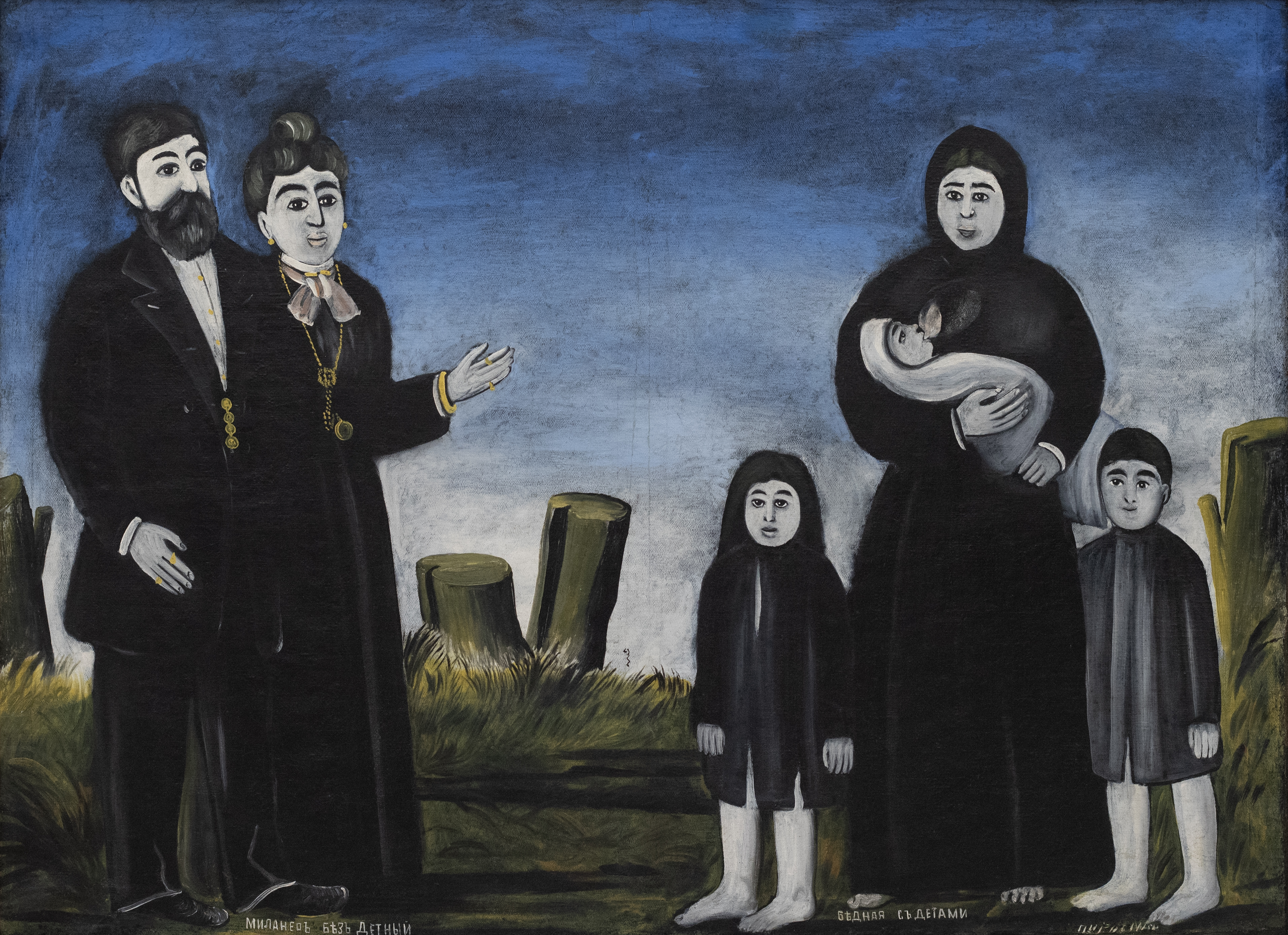
Kinderloser Millionär und eine arme Frau mit Kindern
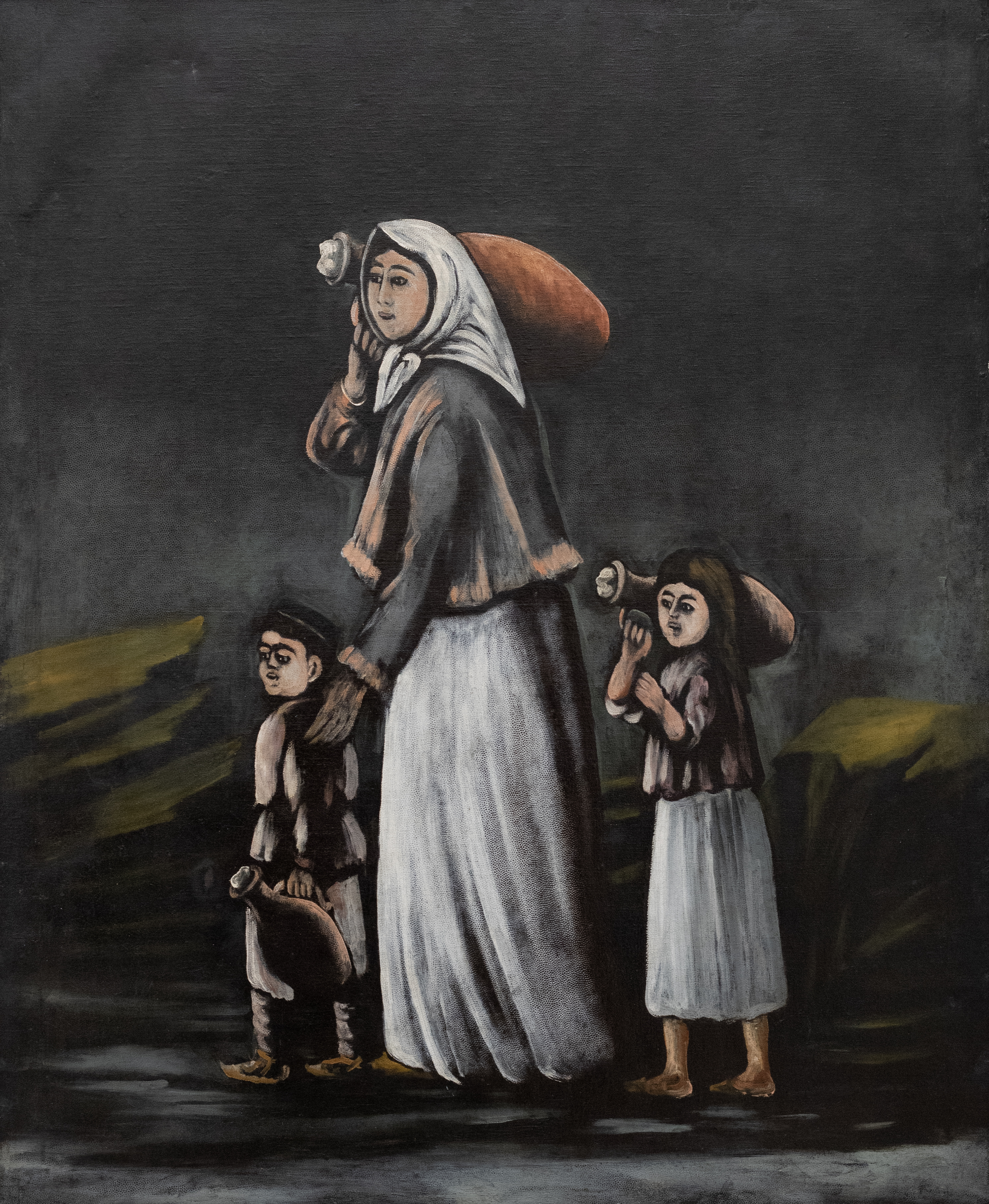
Bäuerin mit Kindern
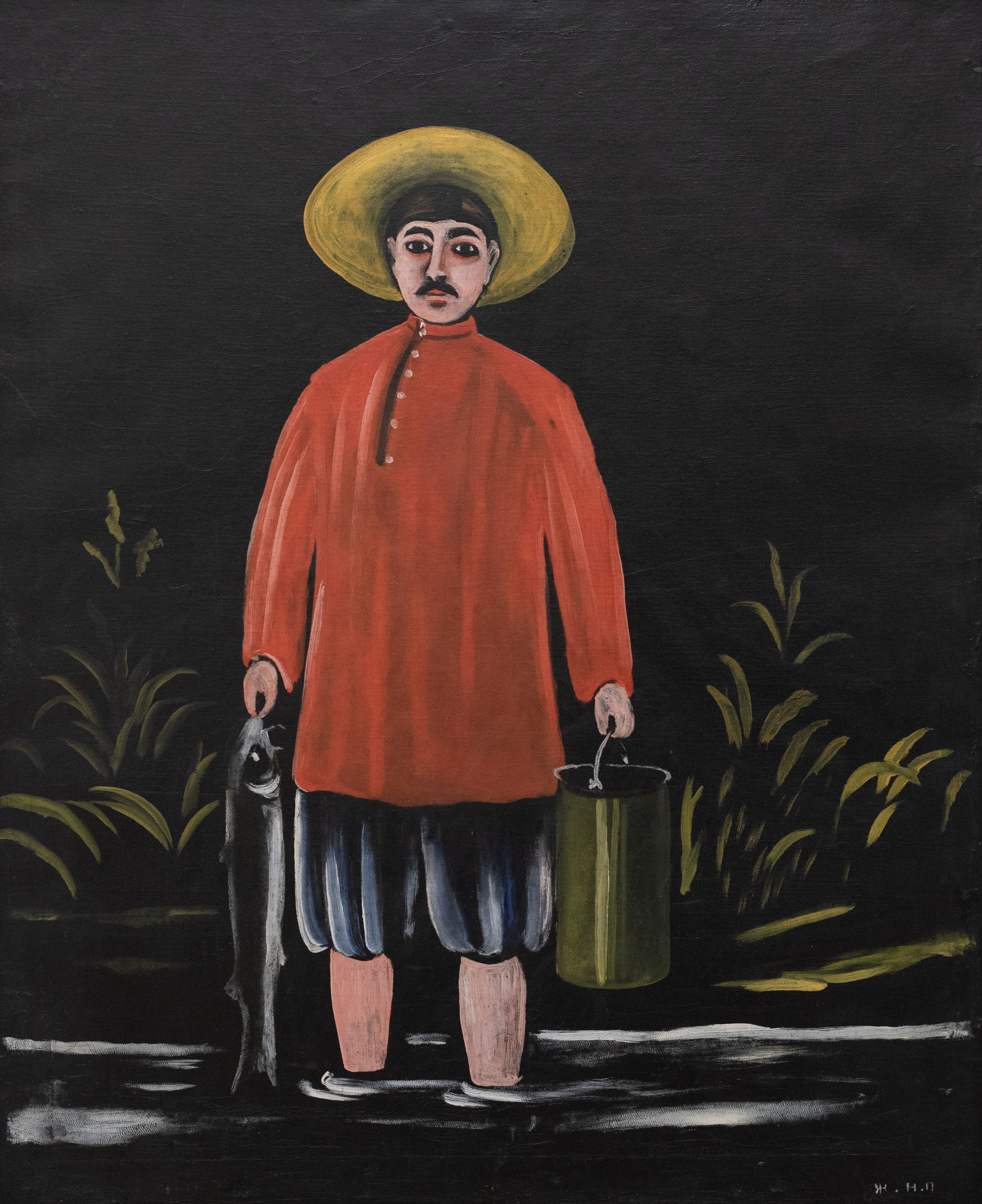
Fischer mit rotem Hemd
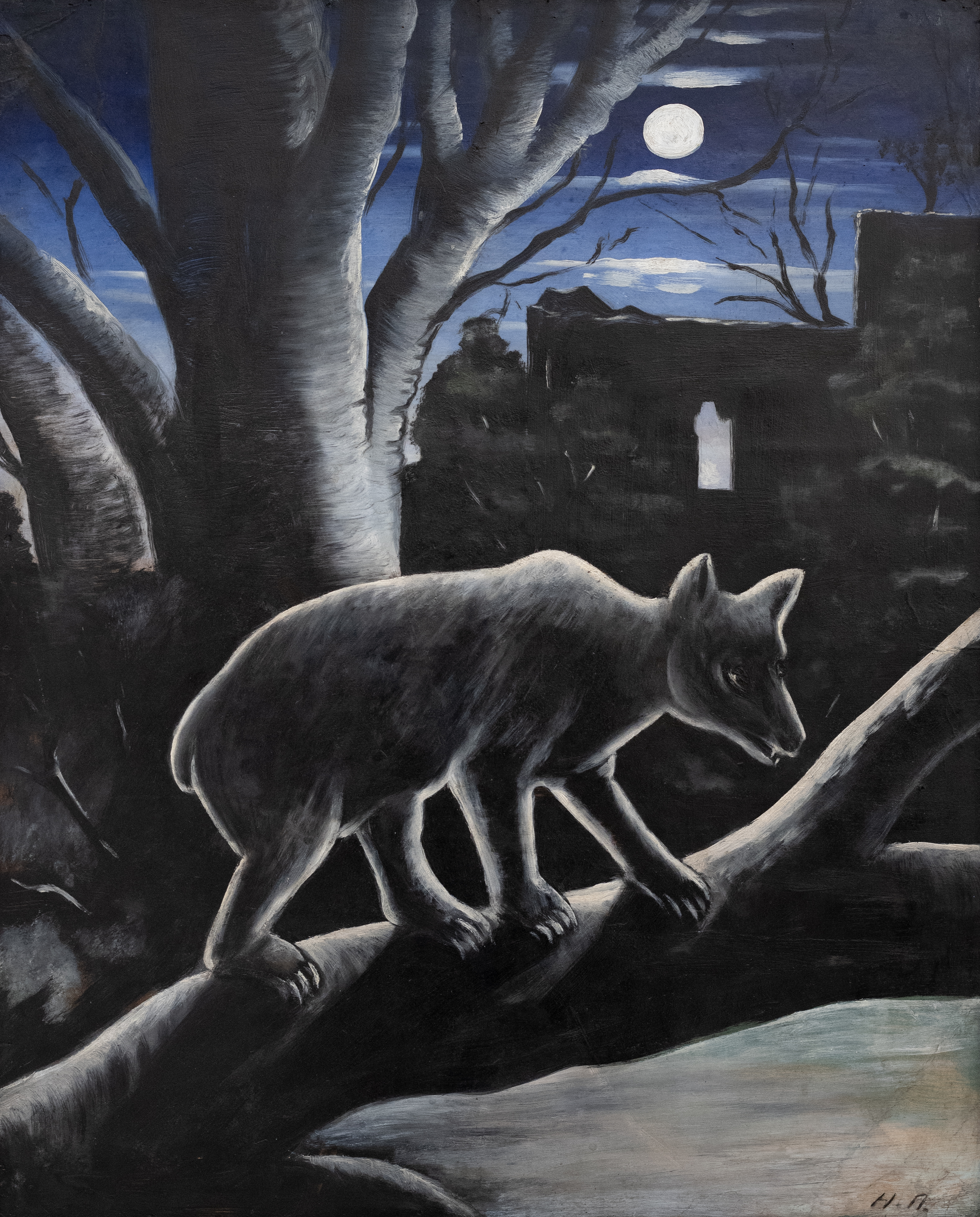
Bär in einer mondhellen Nacht
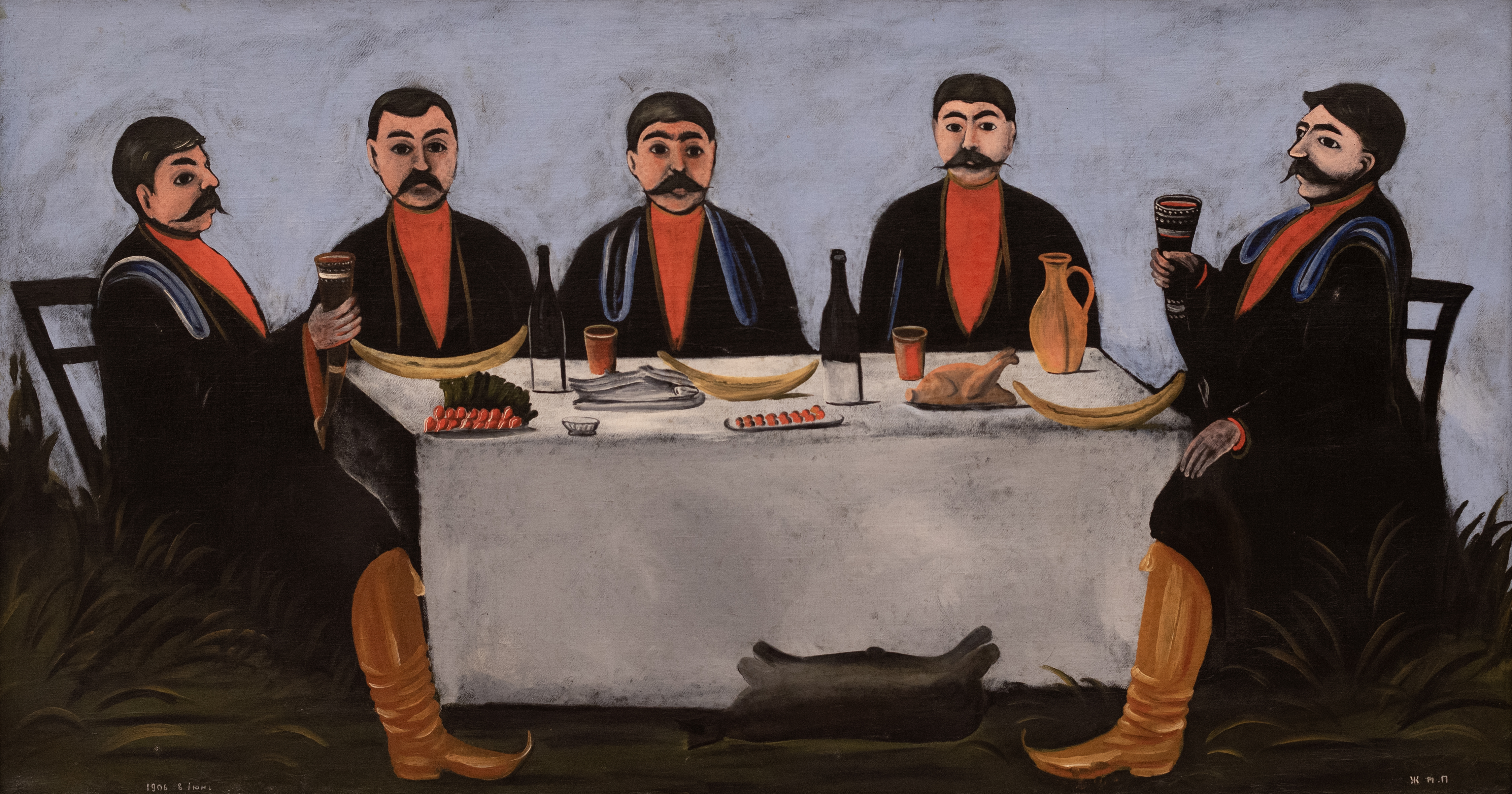
Fünf Männer beim Zechen
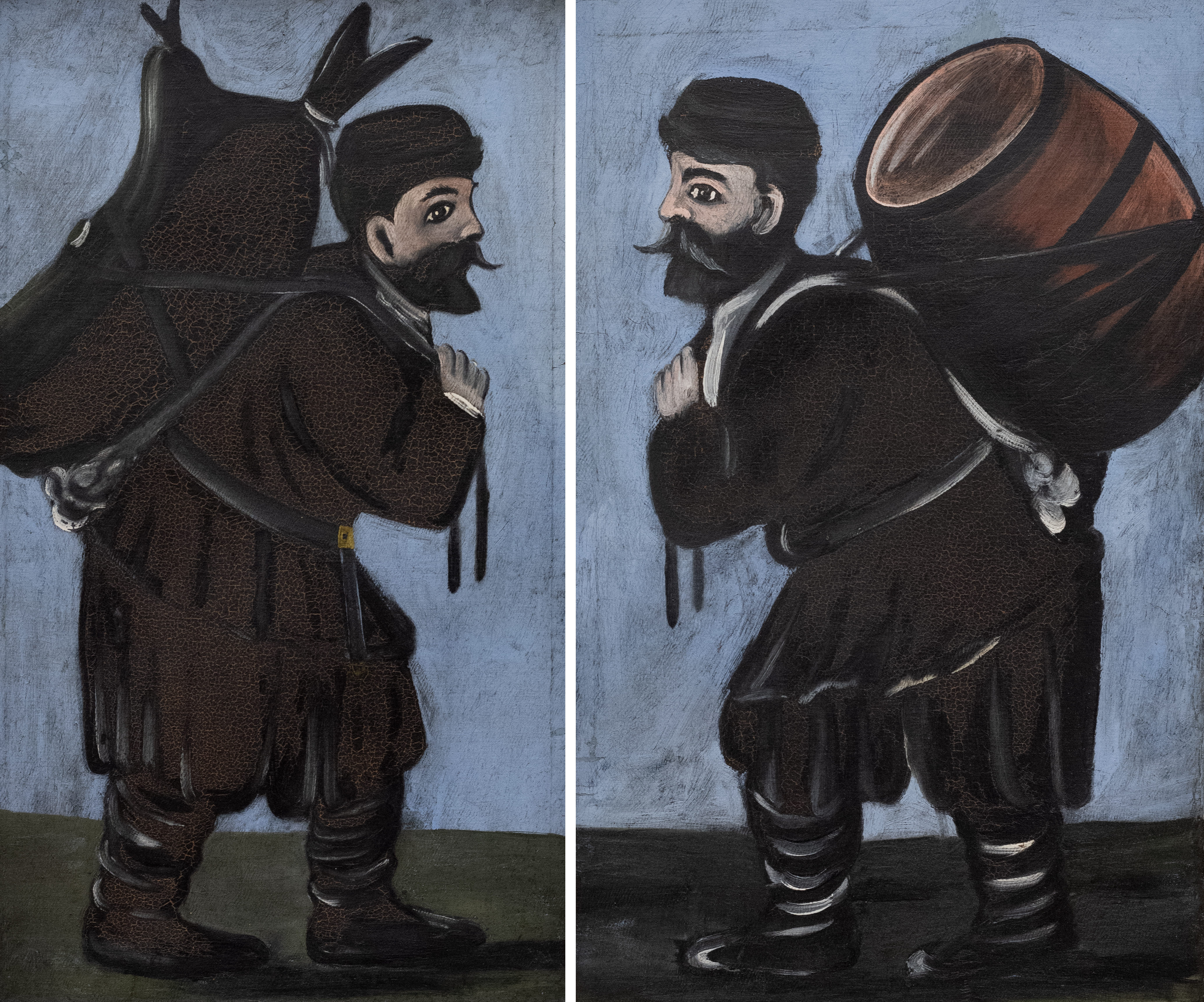
Musha-Diptychon
Fest des heiligen Georg
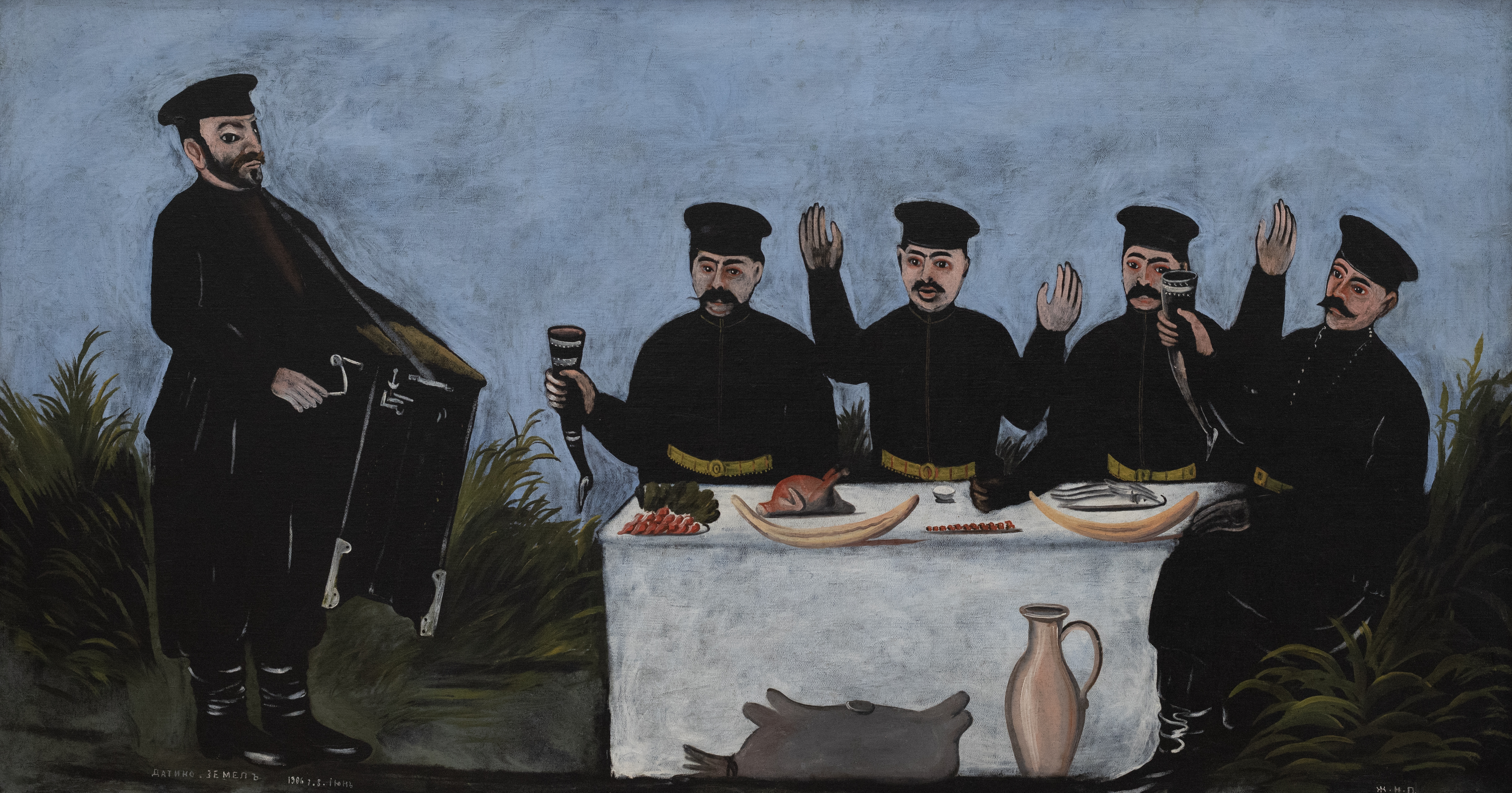
Zechgelage mit dem Leierkastenmann

## Filme
- Niko Pirosmanischwili. Regie: Giorgi Schengelaia, UdSSR, 1961, Dokumentarfilm
- Pirosmani. Regie: Giorgi Schengelaia, UdSSR, 1969, 85 Minuten. youtube
- Arabeskebi Pirosmanis temaze (en. Arabesques on the Pirosmani theme). Regie: Sergei Paradschanow, UdSSR, 1986